# Шруф, Иван Фёдорович
Иван Фёдорович Шруф (?—?) — русский военачальник (подполковник) и полицмейстер.

## Биография
Дата рождения и вхождения в военную службу неизвестны.
Служил в Черниговском драгунском полку.
Участник Отечественной войны 1812 года. В битве при Бородино майор фон дер Шруф — командующий эскадроном полкового командира подполковника Герцберга Черниговского драгунского полка (был легко ранен). Тяжело ранен был при Шевардино 24 августа 1812 года.
Жил в Таврической губернии, был полицмейстером.
Дата и место смерти неизвестны.

## Память
Его имя выбито на памятнике 4-му кавалерийскому корпусу генерала К. К. Сиверса.

## Награды
- Награждён орденом Св. Георгия 4-й степени (№ 3411; 15 февраля 1819) и золотой шпагой «За храбрость».
- Награждён орденами Св. Владимира 4-й степени и Св. Анны 4-й степени, а также прусским орденом «За заслуги».